# Hyowtam
Hyowtam (ヒョータム?, Hyōtamu) è un manga di Akira Toriyama scritto e disegnato nel 2000, pubblicato sulla collana e-Jump.
La storia narra di uno strano individuo verde che vive sopra le nuvole di nome Hyowtam, che un giorno deve scendere sulla terra per andare alla ricerca del proprio uovo, da lui considerato estremamente importante e prezioso.